# Speedway (1968)
Speedway ist ein US-amerikanischer Musikfilm aus dem Jahr 1968 von Norman Taurog. Es war der 27. Spielfilm, in dem Elvis Presley eine der Hauptrollen übernahm. An seiner Seite spielen Nancy Sinatra und Bill Bixby.

## Handlung
Steve Grayson ist ein erfolgreicher Rennfahrer, der viele Autorennen gewinnt und entsprechend hohe Preisgelder kassiert. Mit seinem Freund, dem wettsüchtigen Kenny Donford, hat er allerdings einen unzuverlässigen Manager, der vollen Zugriff auf Graysons gesamtes Vermögen hat – und es verspielt. Grayson, der seinem Freund blind vertraut, ahnt von alledem nichts; bis er zum Finanzamt zitiert und mit den abstrusen Steuererklärungen konfrontiert wird, die Donford für ihn erstellt hat. 
Weil die Steuerschulden sich auf etwa 145.000 Dollar belaufen, wird Grayson fortan von Susan Jacks, einer Steuerbeamtin im Außendienst, überwacht. Sie hat den Auftrag, sämtliche zukünftigen Preisgelder einzukassieren und Grayson nur das Existenzminimum zu lassen, bis seine komplette Steuerschuld beglichen ist. Doch die Situation hat auch ihr Gutes: Steve und Susan verlieben sich ineinander.

## Produktion

### Produktionsnotizen, Drehorte
Es handelt sich um eine Produktion von Metro-Goldwyn-Mayer (MGM). Die Filmaufnahmen entstanden im Zeitraum 26. Juni bis 23. Juli 1967 unter anderem auf dem Charlotte Motor Speedway in Concord in North Carolina sowie dem Riverside International Raceway bei Riverside in Kalifornien sowie in Moreno Valley, sämtlichst in den USA. 

### Lieder im Film
Folgende Lieder werden im Film gesungen:
- Speedway (Titellied)
- Let Yourself Go
- Your Groovy Self (gesungen von Nancy Sinatra)
- Your Time Hasn't Come Yet, Baby
- He's Your Uncle, Not Your Dad (mit Bill Bixby u. a.)
- Who Are You, Who Am I?
- There Ain't Nothing Like a Song (Duett mit Nancy Sinatra)

## Veröffentlichung
Der Film hatte am 15. April 1968 in Dänemark Premiere. 1968 wurde er zudem in folgenden Ländern veröffentlicht: Venezuela, in den USA (Charlotte, North Carolina), in Finnland, Schweden, Irland, Italien, Japan und Portugal, 1969 in Argentinien und in der Türkei und 1971 in Frankreich. 
In der Bundesrepublik Deutschland erfuhr er seine Premiere am 8. Dezember 1976 im Fernsehen (Bayerischer Rundfunk). 1977 wurde er in Kolumbien veröffentlicht und 1978 erfuhr er eine Wiederaufführung in Finnland. In Spanien lief er im Januar 1989 im Fernsehen, in Griechenland wurde er im Oktober 2004 auf DVD veröffentlicht. Zu sehen war er auch in Bulgarien, Brasilien, Kanada, Chile, Ungarn, Polen, Rumänien und in der Sowjetunion.

## Kritik
Für Kino.de war dies „ein weiteres Elvis-Presley-als-Rennfahrer-Musical, das sich nahtlos an ‚Spinout‘ und ‚Viva Las Vegas‘“ anschließe. „Trotz bekanntem Plot und Figurenzeichnungen“ sei ‚Speedway‘ „ein unterhaltsamer, leichter Filmspaß für Fans, der mit Elivs’ Leidenschaft für schnelle Autos und seiner legendären Großzügigkeit“ spiele und „in der weiblichen Hauptrolle immerhin Nancy Sinatra zu bieten“ habe. „Legendär“ sei der Film von 1968 geworden, „weil sich der wertkonservative Elivs“ hier „erstmals in einer Filmrolle aus einem Bett erheb[e], in dem es zu außerehelichem Verkehr gekommen sein könnte“.
Der Filmkritiker Roger Ebert meinte, ‚Speedway‘ sei gefällig, freundlich, höflich, herzig und edel, und wenn die Zuschauer in späteren Jahren auch nicht herausfinden würden, wie die amerikanische Gesellschaft im Sommer 1968 ausgesehen habe, würden sie doch zumindest herausfinden, wie es damals nicht gewesen sei.
Das Lexikon des internationalen Films führte aus: „27. Elvis-Presley-Film; eine banale musikalische Komödie ohne formale Ambitionen. Dank der guten Darsteller trotzdem einigermaßen unterhaltsam.“